# Хмарук Євген Віталійович
Євген Віталійович Хмарук (рум. Eugen Hmaruc; нар. 13 червня 1977, Тирасполь, Молдавська РСР) — молдовський футболіст, воротар. Виступав за збірну Молдови.

## Клубна кар'єра
Кар'єру воротар розпочав 1994 року в «Ністру» (Чобурчі), який виступав у Національній лізі Молдови. На початку 1996 року перейшов у тираспольському «Тилігулі». Того ж року з ним став віце-чемпіоном Молдови. У 1997 році переїхав до «СКА-Вікторія» (Кагул), але в тому ж році повернувся до «Тилігулу». У 1998 році вдруге став віце-чемпіоном Молдови. 
У 2000 році перейшов у новоросійський «Чорноморець». Однак жодної гри не зіграв, а в 2001 році пішов у четвертолігове «Торпедо» (Таганрог). У 2002 році став гравцем «Неа Саламіна», де провів сезон 2002/03 років. У 2003 році повернувся до Росії, де протягом півроку виступав за «Динамо» (Санкт-Петербург). 
На початку 2004 року перейшов до болгарського ЦСКА, відіграв там два роки. У 2005 році разом з клубом став чемпіоном Болгарії. У 2006 році повернувся до Молдови, де став гравцем «Тилігула» (Тирасполь) й виступав протягом року. У 2007 році перебрався до Індонезії, до столичної «Персіджі». 2008 року виступав за болгарське «Черно море». У 2009 році підписав контракт із «Волгою» (Твер). Потім повернувся на батьківщину, де грав за атакинське «Ністру», знову «Тилігул», а також бендерську «Тигину». До липня 2014 року грав за тираспольський «Динамо-Авто» у Національному дивізіоні, також у цьому футбольному клубі обіймає посаду тренера. У липні 2014 року закінчив кар'єру гравця, але залишився на посаді тренера воротарів «Динамо-Авто», де працював до вересня.

## Кар'єра в збірній
Перший матч за національну команду Молдови провів проти збірної Росії у червні 2000 року. Загалом Євген Хмарук зіграв 30 матчів у складі національної збірної Молдови.

## Кар'єра тренера
З 2011 року обіймав посаду тренера воротарів у тираспольському клубі «Динамо-Авто».

## Особисте життя
Одружений.

## Досягнення
- Перша професіональна футбольна ліга
  -  Чемпіон (1): 2004/05[6]

- Найкращий воротар чемпіонату Болгарії сезону 2004/05 у складі ЦСКА (Софія)[2]